# Мезоамериканская игра в мяч
Мезоамериканская игра в мяч, или тлачтли (исп. juego de pelota, аст. ullamaliztli), — совмещённая с ритуалами спортивная игра, распространённая среди народов доколумбовской Мезоамерики. В разных местах в игру играли по-разному, причём американские индейцы и сейчас играют в современный вариант, который называется улама.
Доколумбовские стадионы для игры в мяч были найдены на территории всей Мезоамерики от Никарагуа на юге до штата Аризона на севере. Обнаруженные стадионы сильно отличаются в размерах, но все имеют длинные узкие поля, ограниченные стенами, от которых может отскакивать мяч.
Правила игры неизвестны, однако, если судить по производным играм (таким, как улама), то они были похожи на правила ракетбола или волейбола, где целью является удержание мяча в игре. Каменные кольца на стенах являются поздним добавлением к игре.
В наиболее распространённой версии игры игроки должны были бить по мячу бёдрами, хотя в некоторых версиях также разрешалось использовать локти, ракетки, биты и камни. Мяч был сделан из цельного куска каучука и весил четыре и более килограммов. Размер мяча сильно зависел от времени и версии игры.
Крупные игры в мяч проводились в качестве ритуальных событий, иногда совмещаемых с человеческими жертвоприношениями. Однако, обычно в игру играли просто для развлечения, в том числе дети и иногда даже женщины.

## Появление

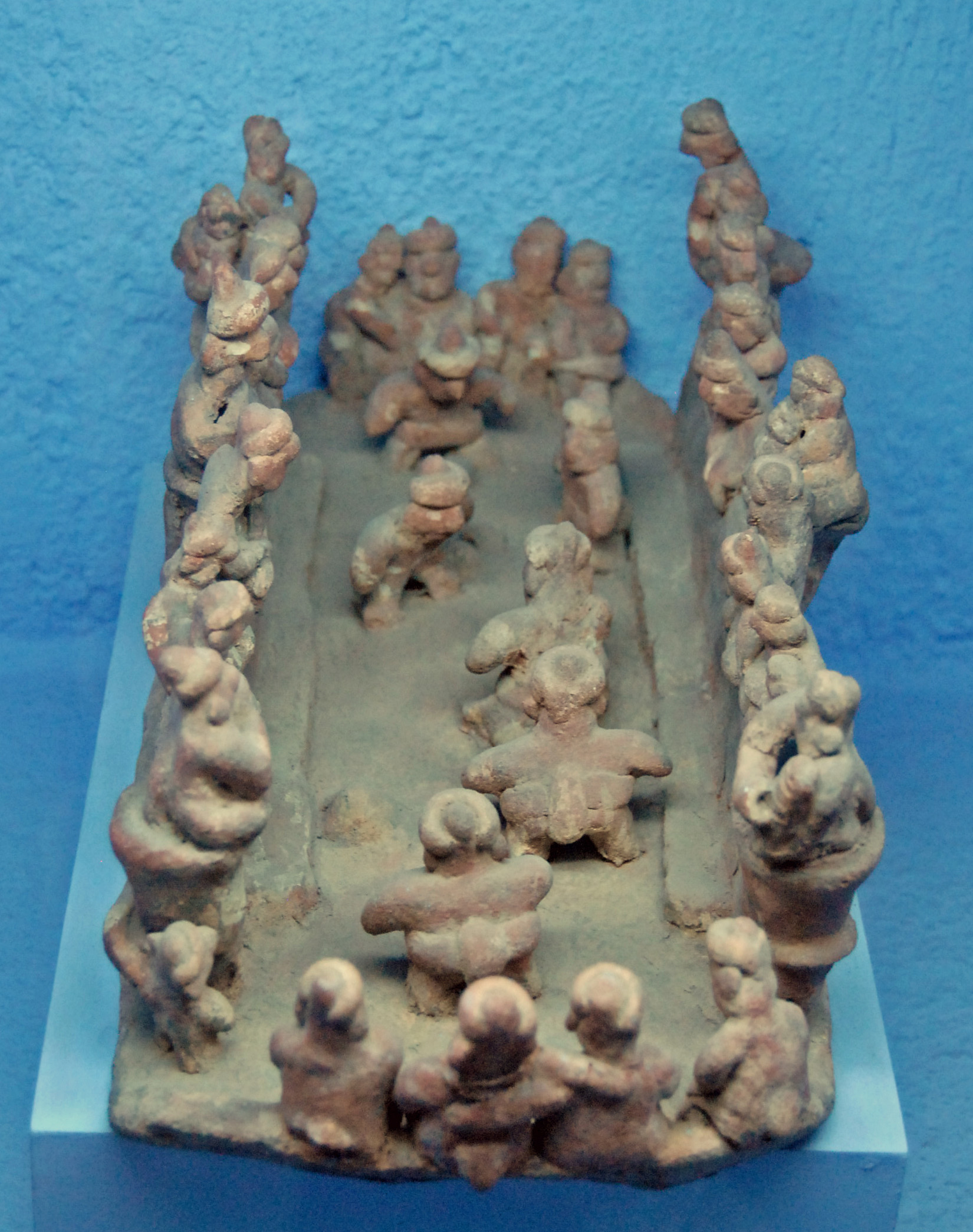
Керамическая скульптура из захоронения в западной Мексике, в которой запечатлены люди в процессе игры в мяч.

Карта, показывающая где были найдены стадионы, мячи и статуэтки раннего периода (на англ. яз.)

Доподлинно неизвестно, где и когда появилась мезоамериканская игра в мяч, но вероятно это произошло до 1400 года до н. э. и областью возникновения явились тропические зоны, в которых произрастает каучуковое дерево — территория современных мексиканских штатов Веракрус и Табаско.
Одним из кандидатов на место возникновения игры являются прибрежные низины Соконуско, расположенные вдоль Тихого океана. Здесь, в Пасо-де-ла-Амада, археологи нашли самый древний из известных стадионов, датируемый приблизительно 1400 годом до н. э.
Ещё одна область возможного появления игры — земля народа ольмека-шикаланка, расположена по другую сторону перешейка Теуантепек, на берегу Мексиканского залива. Ацтеки называли народ, населивший этот регион, «Ольмека» (Olmeca — «житель страны каучука»), поскольку регион ассоциировался с производством каучука. Этих обитателей побережья залива, которых современные историки обозначают как «ольмека-шикаланка», не следует путать с более ранними ольмеками — названием, которое было дано археологами XX века народу мощной цивилизации, управлявшей регионом 3 тыс. лет назад.
Самые древние из известных каучуковых мячей были найдены на юге штата Веракрус, в религиозном центре ольмеков Эль-Манати, расположенном во внутренних областях бассейна реки Коацакоалькос. Местные жители и затем археологи обнаружили десятки мячей размером от 10 до 22 см в диаметре. Пять из этих мячей были датированы самым ранним периодом заселения данного района, приблизительно 1700—1600 года до н. э. Эти мячи находились в погребениях, что говорит об их религиозной и ритуальной значимости даже в столь древний период. Раскопки, произведённые в поселении Сан Лоренцо Теночтитлан, также позволили обнаружить несколько статуэток игроков в мяч, датированных радиоуглеродным способом 1250—1150 годом до н. э.
Из тропических низменностей игра, очевидно, распространилась в центральную Мексику. Начиная с 1000 года до н. э. статуэтки игроков клались в захоронения в Татилько и около поселения Тлапакоя. Однако найти стадионы для игры в мяч в этих местах не удалось.
По археологическим свидетельствам к 300 году до н. э. игра в мяч распространилась по большей части Мезоамерики — в долине центрального Чьяпаса были найдены вторые по древности стадионы после Пасо-де-ла-Амада, стадионы в долине Оахаки, а также керамические картинки с изображением игры в западной Мексике.

## Игра

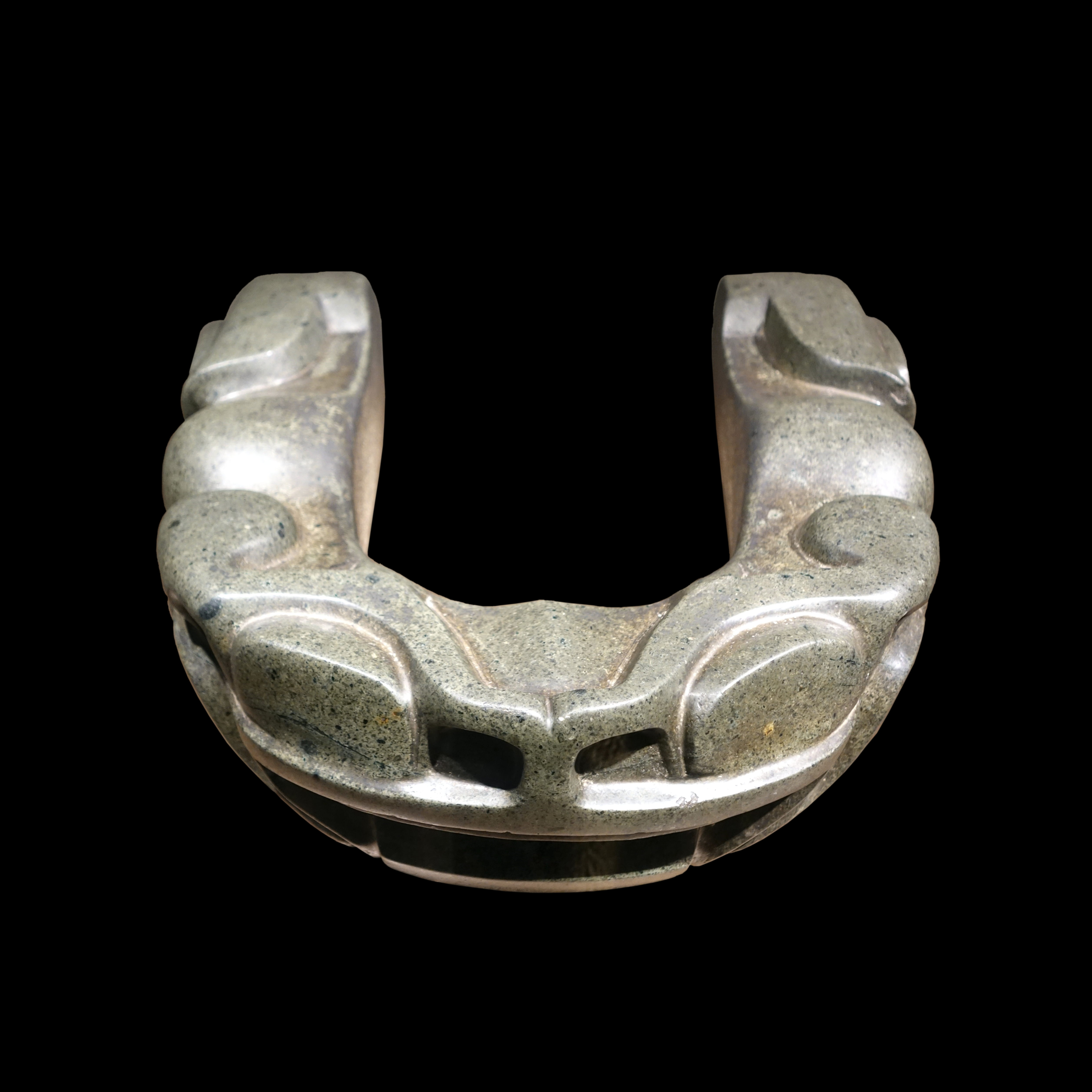
Этот 18-килограммовый хомут слишком тяжёл для игры и, вероятно, надевался на пояс в ритуальных целях.

Неудивительно, что правила игры, в которую играли столь продолжительное время представители различных культур, различаются в зависимости от времени и места. Правильнее рассматривать мезоамериканскую игру в мяч как целое семейство похожих игр. Различные типы игры — «бедро-мяч», «локоть-мяч», «палка-мяч» и «рука-мяч» — различались не только правилами, но и размерами мяча, обликом стадионов и характером экипировки. Наиболее ранней и популярной версией игры можно назвать «бедро-мяч».
В игре участвовали два игрока или две команды игроков. Даже если не учитывать человеческие жертвоприношения, ассоциированные с игрой, игра могла быть довольно жестокой из-за тяжёлого мяча. Игроки современной игры улама «постоянно в синяках», в то время как почти 500 лет назад испанский летописец Диего Муньос Камарго свидетельствовал, что некоторые травмы были настолько серьёзны, что их приходилось вскрывать. Другие испанские источники XVI века утверждали, что игроки могли быть убиты, если мяч попадал им в рот или в живот.

### Одежда и экипировка игроков
Рисунки, каменные рельефы и статуэтки являются основным источником информации о том, как одевались древние игроки в мяч. Одежда и экипировка была весьма разнообразна — например, на гравюрах в Дайнцу изображены игроки в плащах и масках, а во времена ацтеков использовались перчатки.

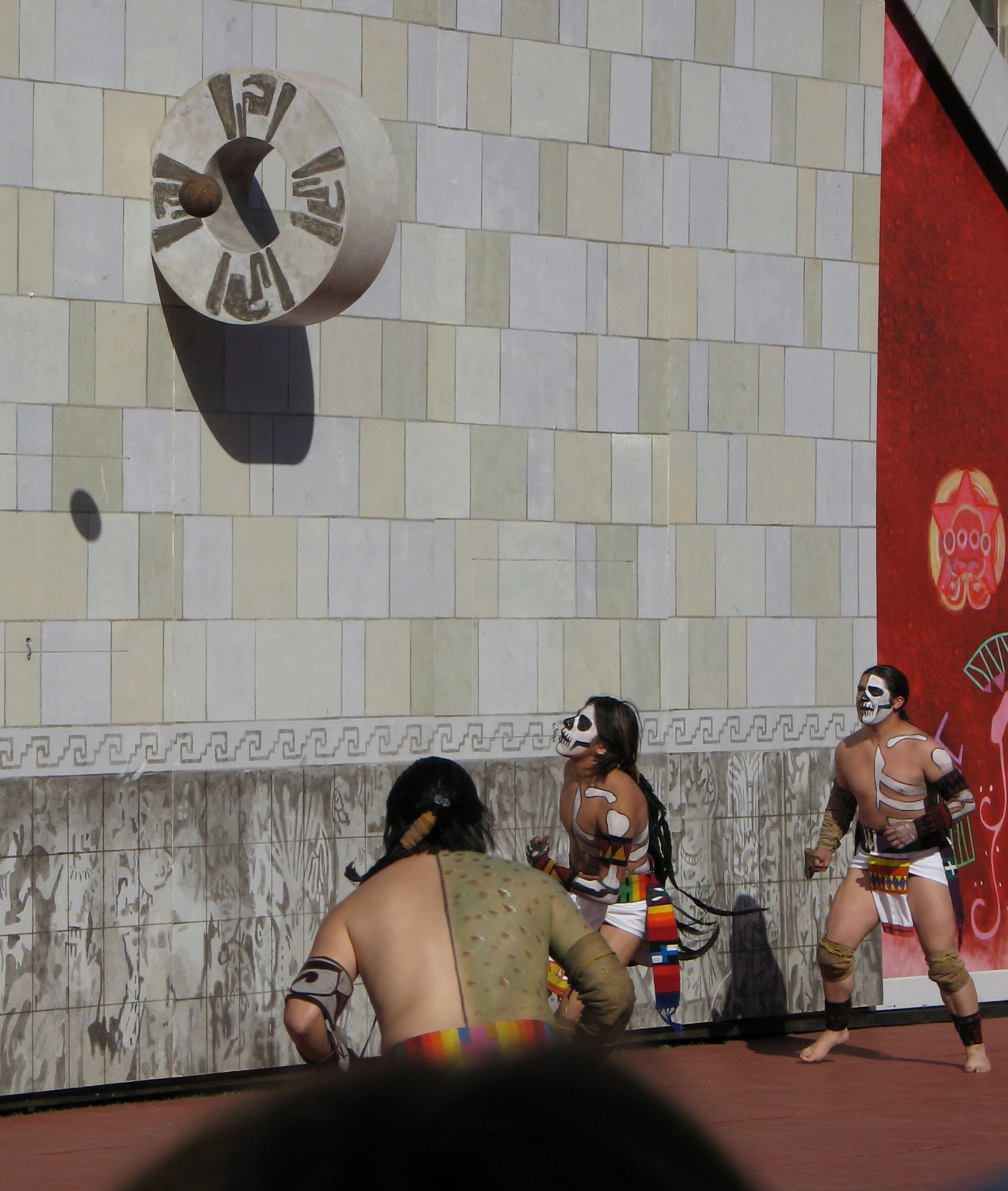
Современная реконструкция игры

Основной набор игрока при игре бёдрами состоял из набедренной повязки, иногда с кожаной защитой бёдер. Такие повязки изображены на статуэтках игроков Тлатилько, Тлапакоя и культуры ольмеков. Во многих культурах для дополнительной защиты использовался пояс-корсет. На поясе также крепился «хомут» весом до 30 кг, который использовался для более сильного удара по мячу. Многие игроки также использовали наколенники.
На изображениях игроков можно также найти шлемы (имеющие утилитарную функцию) и пышные головные уборы (используемые в ритуальных целях), причём головные уборы особенно часто встречаются на вазах майя и на статуэтках с острова Хайна. Многие игроки классического периода изображены только с правым наколенником и замотанным правым предплечьем (как игрок на иллюстрации).

### Правила
Полностью правила древней игры неизвестны. Современная версия — улама — напоминает волейбол без сетки, где каждая команда располагается в своей половине поля. В уламе мяч перекидывается между игроками до его выхода за пределы площадки или до его падения на землю. В постклассический период индейцы майя стали размещать каменные кольца на противоположных сторонах стадионов. Это нововведение распространилось в более поздние культуры тольтеков и ацтеков.
В игре у ацтеков, свидетелями которой в XVI веке были испанцы, игрок терял очки, если ему приходилось дважды бить по мячу перед возвращением его противникам, а также если он бил мяч в кольцо, но не попадал в него, или если от его удара мяч покидал пределы поля. Торибио Мотолиния, который был хронографом ацтеков в XVI веке, писал, что если мяч стукался о противоположную стену, то команда получала очки, а если мяч попадал в кольцо, то забившая его команда побеждала. Однако такой исход был редок, поскольку кольца висели довольно высоко (в Чичен-Итца, например, на высоте 6 м), поэтому бо́льшая часть игр выигрывалась по очкам.

### Мячи
Истинные размеры и вес мячей, использовавшихся в игре, неизвестны. Несмотря на то, что учёные нашли несколько десятков мячей, которые были положены в священных болотах и источниках как подношения, нет возможности определить, использовались ли они в игре. Базируясь на параметрах современных мячей для игры и археологических свидетельствах, можно утверждать, что древние мячи были примерно 20 см в диаметре (примерно размер волейбольного мяча) и весили 3-4 кг.

### Стадионы

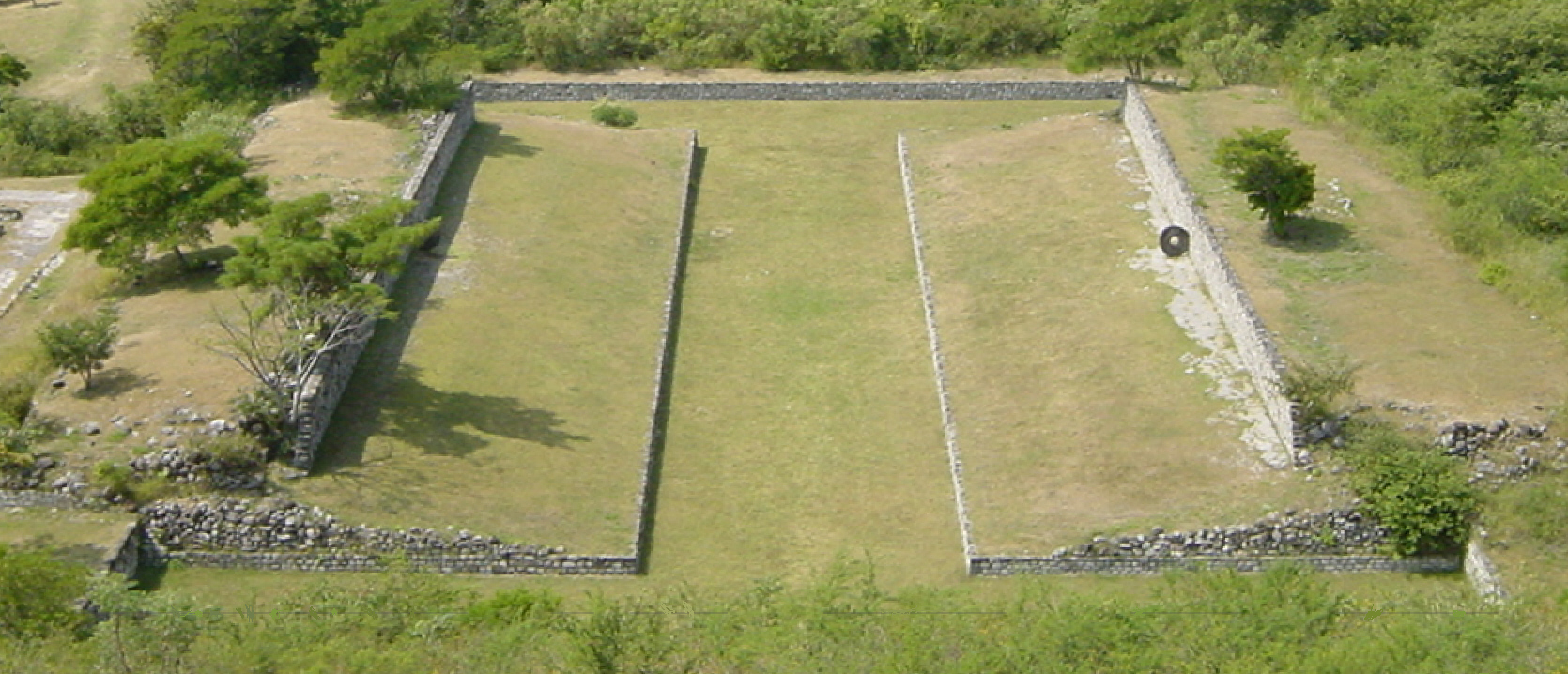
Стадион в Шочикалько. Имеет форму буквы, по бокам на стенах расположены кольца.

Древние жители Мезоамерики играли в мяч внутри больших каменных сооружений, форма которых мало изменилась за 2700 лет. Всего было обнаружено более 1300 стадионов для игры в мяч.
Размер стадионов сильно различается, однако их форма одинакова — длинное узкое пространство между горизонтальными и наклонными стенами (изредка вертикальными). Стены были оштукатурены и ярко раскрашены. Ранние версии стадионов были открыты по краям, позже с двух сторон были добавлены замкнутые пространства, из-за чего при виде сверху стадион был похож на букву . Отношение длины к ширине довольно постоянно и составляет 4 : 1. Размеры крупнейшего стадиона в Чичен-Ица — 96,5 на 30 м, а стадиона в Тикале — всего 16 на 5 м.
Хоть стадионы для игры в мяч найдены в большей части древних мезоамериканских поселений, их распределение по времени создания и местоположению довольно неравномерно. Например, в городе Эль-Тахин, который был центром классической культуры веракрус, насчитывается как минимум 18 стадионов, в то время как на севере Чьяпаса и на севере низин майя их совсем немного. Площадки для игры в мяч совсем отсутствуют в некоторых крупных поселениях, таких как Теотиуакан, Бонампак и Тортугуэро, хотя связанная с игрой иконография была найдена и в них.
Древние города, стадионы которых сохранились в особенно хорошем состоянии: Тикаль, Йашха, Копан, Ишимче, Монте-Альбан, Ушмаль, Мишко-Вьехо и Закулеу.
Кроме игр на стадионах проходили другие культурные и ритуальные мероприятия, музыкальные представления и фестивали. Вотивные предметы, закопанные на главном стадионе Теночтитлана, включают миниатюрные свистульки, окарины и барабаны. На доколумбовых керамических изделиях из западной Мексики изображён матч по борьбе, проходящий на стадионе для игры в мяч.

## Социокультурные аспекты игры

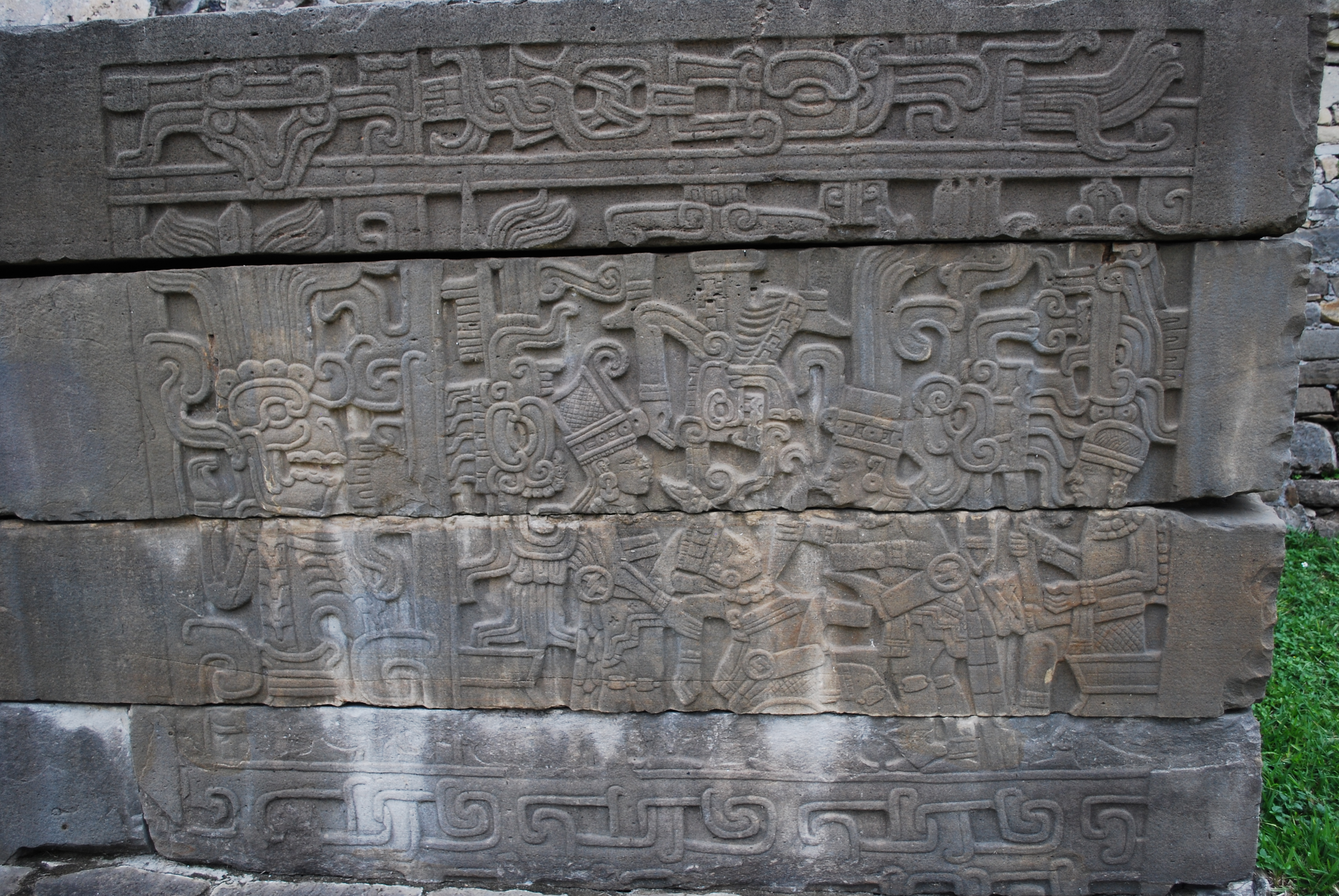
Одна из ряда фресок южного стадиона в Эль-Тахине, изображающая жертвоприношение игрока в мяч.

Связь мезоамериканской игры в мяч с человеческими жертвоприношениями появилась не раньше классического периода (200—900 годы н. э.). Данная особенность игры сильнее всего проявилась в классическом веракрусе и в культуре майя, которые оставили наиболее полные изображения жертвоприношений. Среди последних — фрески на стенах стадионов, например, в Эль-Тахине (850—1100 гг.) и Чичен-Ица (900—1200 гг.), а также известная каменная плита с изображением обезглавленного игрока. Религиозный и полу-исторический источник постклассического периода Пополь-Вух также свидетельствуют о человеческих жертвоприношениях.
В искусстве цивилизации майя жертвы изображались довольно часто, что позволяет предположить их священный статус, который они получали после выигрыша в ритуальном матче, так как считалось почётным быть принесёнными в жертву богам (особенно капитанов выигравших команд как самых достойных). С игрой наиболее сильно ассоциируется обезглавливание — отрезанные головы можно часто встретить в искусстве позднего классического периода, а также в «Пополь-Вухе». Предполагалось также, что головы и черепа использовались в игре в качестве мяча.
Однако археологами пока не были найдены захоронения, связанные с игрой в мяч, поэтому, вероятно, жертвоприношения носили на самом деле редкий характер. Ещё более сомнительными представляются предположения о жертвоприношениях целых команд.

## Комментарии
1. ↑  Свидетельства о расположении стадионов на территории Хохокам принимаются не всеми исследователями — они значительно отличаются от мезоамериканских полей формой (продолговатые) и кривизной поверхности.
2. ↑  Основным свидетельством того, что женщины также принимали участие в игре, являются женские статуэтки в одежде игроков (набедренная повязка) периода становления, однако с точностью этот факт не установлен.
3. ↑  В Финка-Акапулько (Finca Acapulco), Сан-Матео (San Mateo) и Эль-Вергель (El Vergel), вдоль Грихальва, расположены стадионы, датируемые 900—550 годами до н. э.
4. ↑  Немногим более 200 стадионов, найденных на юго-западе США, не включены в общее число, поскольку они расположены за пределами Мезоамерики, и пока нельзя с точностью сказать, использовались ли они для игры в мяч или нет.